# Reforma Protestantă
Reforma Protestantă, câteodată, numită și Revoluția Protestantă, a fost o mișcare în secolul XVI de a reforma Biserica Romano-Catolică din Europa Occidentală. Reforma a fost începută de Martin Luther, cu Cele 95 de teze despre practica indulgențelor. La sfârșitul lunii Octombrie 1517, el le-a afișat pe ușa Bisericii Castelului din Wittenberg, folosită în mod obișnuit ca afișier pentru comunitatea universitară. În Noiembrie, a trimis tezele diferitelor autorități religioase ale timpului. Reforma s-a sfârșit în divizare, prin întemeierea unor noi instituții. Cele mai importante patru tradiții care au izvorât direct din reforma sunt tradiția luterană, cea reformată/calvinistă/prezbiteriană, cea anabaptistă și cea anglicană. Tradiții protestante ulterioare își au, de obicei, rădăcinile în aceste patru școli inițiale ale Reformei. În plus, Reforma Protestantă a dus la o Reformă Catolică sau Contrareformă în sânul Bisericii Catolice, printr-o varietate de noi mișcări spirituale, reforme ale comunităților religioase, înființarea de seminarii, clarificarea teologiei catolice, ca și schimbări structurale în instituția Bisericii.
Protestantismul nutrește nobila aspirație de a reveni la formele primare ale creștinismului. Principiile fundamentale ale protestantismului îl deosebesc atât de catolicism cât și de Biserica Ortodoxă. Protestanții de toate categoriile, luterani, zwinglieni și calvini sau reformați se deosebesc de cele doua Biserici, în învățătura lor despre har, mântuire, Biserică, sfințenie, numărul și valoarea Tainelor.
În învățătura luterană despre mântuirea omului numai prin credință, stă în legătura și concepția lor despre coruperea totală a chipului și asemănării omului cu Dumnezeu, prin căderea protopărinților Adam și Eva în păcatul originar, încât omul este incapabil de vreun efort personal în actul mântuirii, adică să facă ceva bun de la sine și ca atare faptele bune ale omului nu pot avea în actul mântuirii niciun rol. Referitor la predestinare, luteranii susțin că Dumnezeu știe totul mai dinainte și rânduiește totul mai dinainte. 
În învățătura despre Biserică, ei preferă concepția despre Biserica invizibilă, nu admit infailibilitatea bisericii ca depozitară a carismei adevărului și nici infailibilitatea sinoadelor ecumenice. Nu admit ierarhia bisericească harică, stabilită canonic pe temeiul succesiuni apostolice, ci preoția universală. Renașterea morală a omului se face în legătură directă cu Hristos, fără mijlocirea ierarhiei harice. În ortodoxia răsăriteană și romano-catolicism, însă, acestea se fac prin mijlocirea ierarhiei harice.

## Prezentare
Reforma a fost o mișcare de renovare a religiei sub triplă ipostază ce implică organizarea bisericii, credința și ritualul, fiind un fenomen complex, cu caracter religios, social-politic și ideologic. Scindarea bisericii catolice a dus, astfel, la apariția unor noi culte creștine în Europa. Mișcările de reformă au fost recurente în evul mediu. Cauza fundamentală a fost distanța dintre funcționarea bisericii și idealul cristic. Modalitățile de reacție ale bisericii au fost cooptarea și represiunea. De-a lungul Evului Mediu au fost numeroase mișcări eretice, precum cea a catarilor care susțineau divinitatea duală. Astfel, Jan Hus (1369 -1415), a contestat dogma papală și a fost ars pe rug, fiind judecat drept eretic. La fel făcuse și înaintașul său, Francisc de Assisi (cca. 1181/1182 - 1226), dar, întrucât el a acceptat să îi fie rescrisă regula, s-a putut retrage în mănăstire și, ulterior, a fost sanctificat.
Mișcarea a dus la apariția unor biserici protestante și reformate. Mișcarea lutherană a avut impact asupra catolicismului, ceea ce a dus la reforma catolică și la reorganizarea bisericii catolice - "in capite et in membris", ce a fost cerută de mulți reprezentanți în secolele anterioare. Mișcarea de contrareformă a mizat pe lupta împotriva protestanților, pentru a opri noile culte și a readuce la catolicism teritoriile influențate de mișcările reformiste.

## Cauze

### Cauze religioase
Europa medievală era predominată de războaie, foamete și epidemii, moartea fiind o prezență obsesivă. În secolul al XIV-lea, în urma Marii Ciume și devastatorului război de un veac, temele macabre dominau arta medievală, ca "Dansul Macabru". Prezența morții în viața cotidiană ducea la accentuarea pesimismului sau la o viață pasională, după Boccacio în preambulul Decameronului. Pe plan religios, teama de moarte ducea la creșterea pietății și credinței a individului. Misticismul ia amploare în zonele renane și în spațiul flamand, unde s-a dezvoltat "Devotio moderna". Apare o cerere crescută de dovezi certe în privința mântuirii personale, iar biserica nu răspundea decât parțial prin intermediul cultului sfinților, al moaștelor, pelerinajelor, ceea ce ducea la o religiozitate puternică și la o adâncă interiorizare.
Reforma a fost inițiată într-o societate marcată de înrădăcinarea renașterii și a capitalismului, punându-se mai mult accent pe om ca individ, și mai puțin ca membru al unei colectivități. Religia trebuia să fie interiorizată, să fie adresată omului ca individualitate și nu ca membru al unei colectivități bisericești. Se preconizează ideea eliberării individului, creând premisele unui contact cu divinitatea fără medierea bisericii.
Funcțiile bisericești erau cumpărate, prelații acumulau mai multe funcții bisericești pe care nu le îndeplineau, dar din care obțineau beneficii materiale. Mulți membri ai înaltei ierarhii bisericești preferau să rezideze la Roma, fiind centrul de putere și de influență al curiei papale, sau la curțile principilor, uitând de asistență și îndrumarea enoriașilor. În ciuda reformei gregoriene, clerul continuă să fie imoral și ignorant, iar papii și cardinalii erau corupți. Papii din timpul Renașterii erau susținători ai culturii, astfel, au recurs la fiscalitate excesivă și la indulgențe pentru a finanța artiști, generând urmări negative asupra bisericii, ca opoziție și contestări. Adepții reformei vor fi iconoclaști, privind arta ca pe un lux inutil, un obstacol în calea comunicării directe dintre credincios și divinitate. Biserica era criticată și pentru bogăția excesivă și  pentru luxul personal al prelaților.
Biserica Catolică a introdus celibatul obligatoriu pentru clerici. Cu toate acestea, mulți preoți trăiau în concubinaj, iar călugării erau imorali. Au existat mereu încercări de a combate simonia, corupția și nepotismul, însă cel mai adesea dorința de înavuțire a creat mecanisme care au zădărnicit asanarea clerului.
Mulți indivizi din rândurile clasei de mijloc din orașe, ce erau centre meșteșugărești și comerciale, au fost instruiți și educați să obțină capacitatea de a scrie și citi. Laicii umaniști și artiștii și-au cultivat spiritul ce a contribuit la monopolul cultural al clericilor. Rata alfabetizării a crescut, astfel, mulți indivizi puteau avea acces direct la Biblie, facilitând traducerea cărții sfinte în limba vorbită, interpretarea proprie a conținutului și răspândirea acesteia prin intermediul tiparului.
Tiparul a avut un rol important în cadrul mișcării reformiste, datorită climatului intelectual pe care îl favoriza, contribuind la răspândirea bibliei și lucrărilor teologice, dar și a operelor umaniste. Sunt descoperite elemente care zdruncină poziția bisericii oficiale. Lorenzo Valla a demonstrat falsitatea Donației lui Constantin, document pe care papalitatea își motiva puterea politică la în Statele Papale. Preotul Erasmus din Rotterdam a retradus Biblia în latină după ce a relevat greșelile traducerii bibliei în secolul al IV-lea făcută de Ieronim. Versiunea tradusă greșit, Vulgata, a fost considerată oficială, fiind baza constituirii unor dogme ale Bisericii Catolice.

### Cauze economice
Economia și societatea au avut un rol prioritar în transformarea bisericii, care reprezenta un obstacol în calea schimbărilor comise de capitalismul abia apărut. Biserica catolică a condamnat comerțul și împrumutul cu dobândă. A inventat "Purgatoriul", un al treilea loc destinat, pentru a oferi speranțe de mântuire negustorilor și bancherilor contaminați de utilizarea "incorectă" a banilor, mergând pe principiul "banii nu fac pui", ceea ce intră în contradicție cu nevoile fundamentale ale clasei de mijloc.  Bogăția bisericii a suscitat dorințe de secularizare ale averilor bisericești de către aristocrație.

### Cauze politice
Reforma a avut succes și de pe urma incompatibilității dintre statul modern, care evolua spre o direcție națională, și universalismul bisericii catolice, ce se prezenta ca un organism supranațional. Statele s-au modernizat sub forma unui absolutism monarhic, realizând monopolizarea autorității pe întregul lor teritoriu, eliminând un centru concurent de putere - Roma. Privilegiile și imunitățile bisericii nu mai puteau fi tolerate. Se dorea transformarea bisericii într-un instrument pe care să-l folosească în interesul propriu, deschizând calea spre secularizare și laicizare, odată cu Concordatul de la Bologna din 1516 încheiat de regele Franței, Francisc I, și papa, regii nemaifiind interesați să sprijine reforma. Regii aveau nevoie permanent de fonduri, datorită creșterii aparatului birocratic și a necesităților militare cauzate de războaie.
Motivația economico-politică a funcționat doar în statele mici, în orașe, cantoane și principate. Spre deosebire de Anglia, nici un alt stat absolutist nu a fost câștigat pe deplin de ideile reformei. Astfel, în perioade diferite și în diferite zone ale Europei, au apărut și s-au cristalizat idei reformiste, precum cele afirmate cu forță de Luther, ce susținea "sola fide" (mântuirea prin credință), sacerdoțiul universal (orice creștin era un preot, nu mai era necesar rolul de mediatori al clericilor și al bisericii dintre umanitate și divinitate) și "sola scriptura" (autoritatea bibliei, care reprezenta unică sursă a credinței).

## Luteranismul
Doctrină a protestantismului german, întemeiată în sec. al XVI-lea de Martin Luther, care considera esențială pentru mântuire numai credința și proclama autoritatea exclusivă a Bibliei, recunoscând numai două taine: Botezul și Împărtășania.

## Calvinismul
Calvinismul este un cult religios protestant, întemeiat în sec. al XVI-lea de Jean Calvin, care suprimă complet ceremoniile și reduce sfintele taine la Botez și Cuminecătură, sub steagul căruia burghezia dintr-o serie de țări vest-europene a luptat în sec. al XVI-lea  și al XVII-lea împotriva aristocrației feudale și catolicismului.

## Anglicanismul

Regele Angliei Henry al VIII-lea (1509-1547)

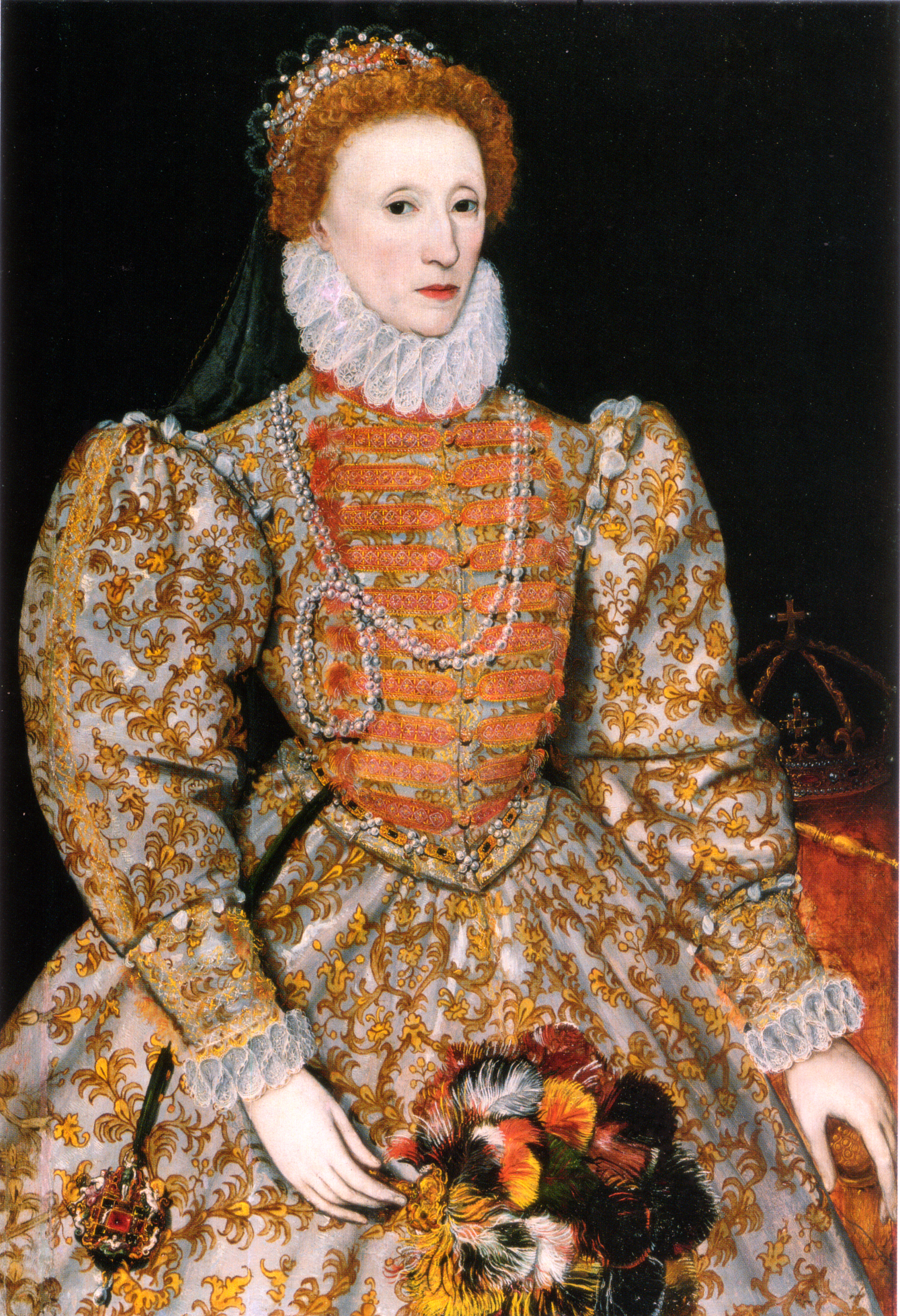
Elisabeta I (1533–1603)

În 1531,  Henric al VIII-lea al Angliei (1509-1547) a obligat clerul să-l recunoască ca "unicul protector și șef al bisericii și clerului din Anglia". Astfel, dreptul canonic față de rege a fost subordonat, iar apelul judiciar la papa a fost interzis. În 1533, Henric a cerut anularea căsătoriei cu Ecaterina de Aragon (mătușa lui Carol Quintul) pentru că nu-i oferise copii, ceea ce a dus la o problema dinastică. A divorțat și s-a căsătorit cu Anne Boleyn. În 1534, este emis "Actul de Supremație". În 1536-1539, are loc marele jaf, prin care mănăstirile sunt închise, iar averile bisericești sunt secularizate.
La tron este urmat de Eduard, care a continuat mișcarea de reformă. Însă Maria Tudor, căsătorită cu Filip al II-lea al Spaniei, a început reprimarea protestanților, între 1540-1558 având loc multiple oscilații. În 1559, sub Elisabeta I a Angliei, parlamentul adopta noi decrete prin care regele Angliei devenea guvernator suprem al Bisericii Angliei, mulți episcopi fiind schimbați. Elisabeta I dorea o cale de mijloc, fiind influențată și de catolici și de puritani. Este emis Actul de Uniformitate, prin care este stabilită "Book of Common Prayers"- Cartea de rugăciune comună.  Sunt preluate elemente calvine în doctrină, dar multe elemente catolice ritualice sunt menținute.

## Contrareforma

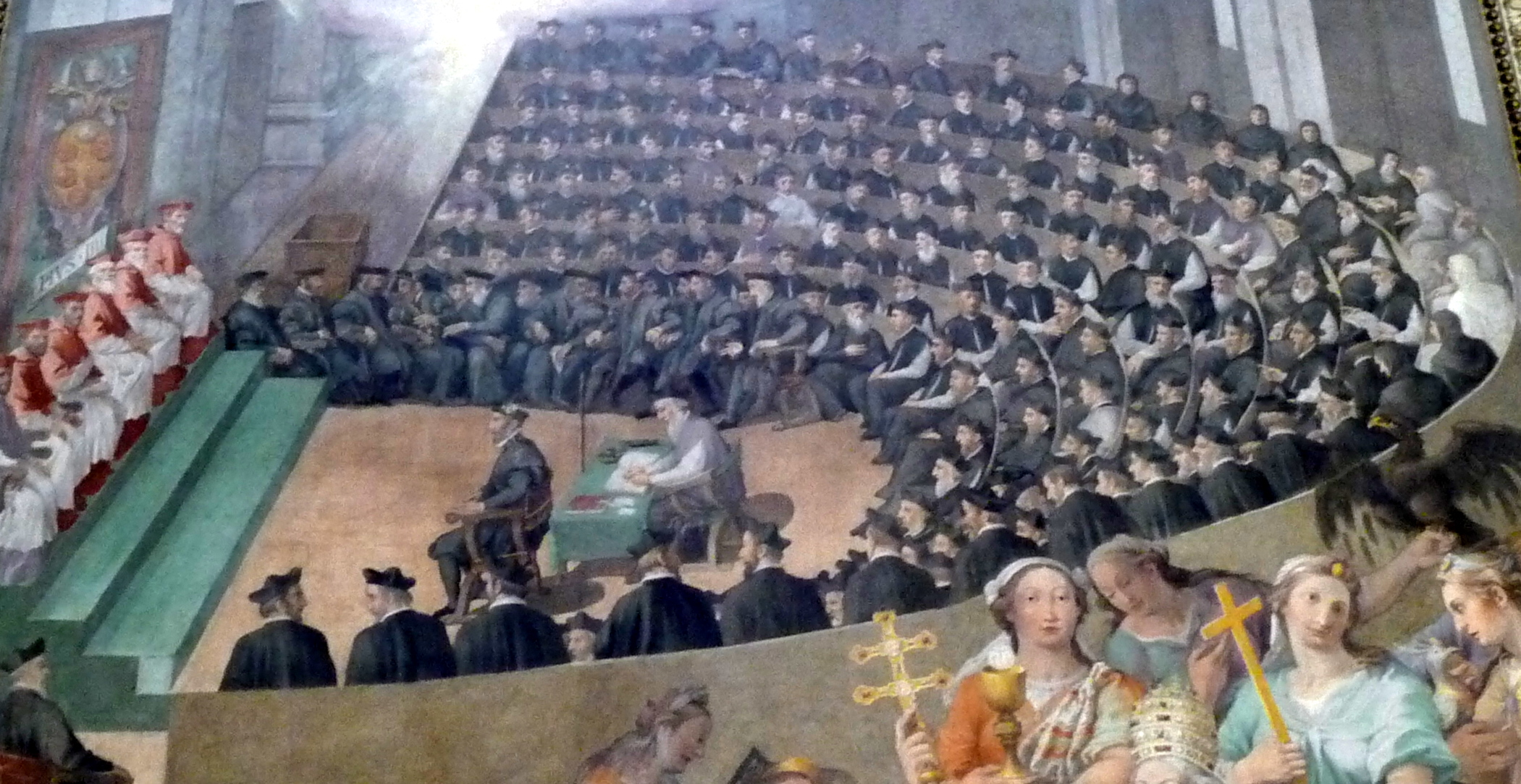
Conciliul de la Trento (1545-1563)

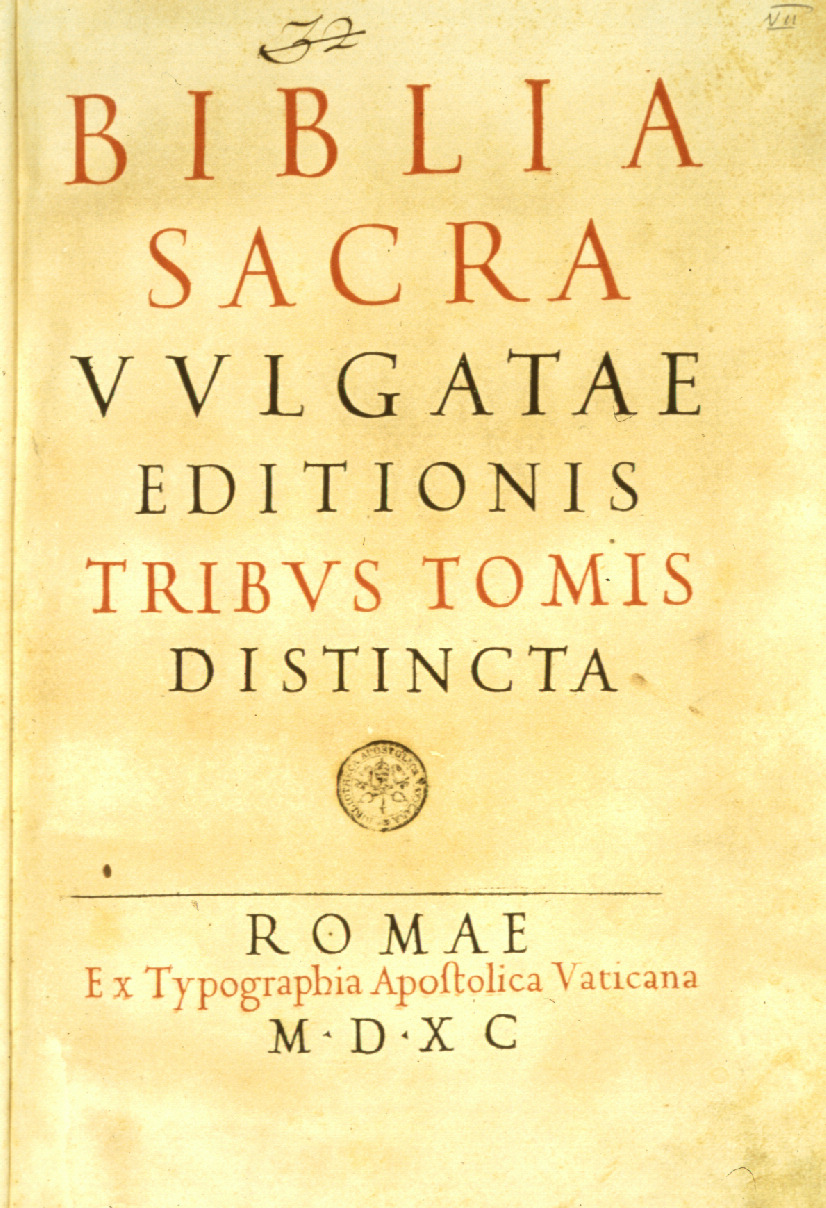
en (1590)

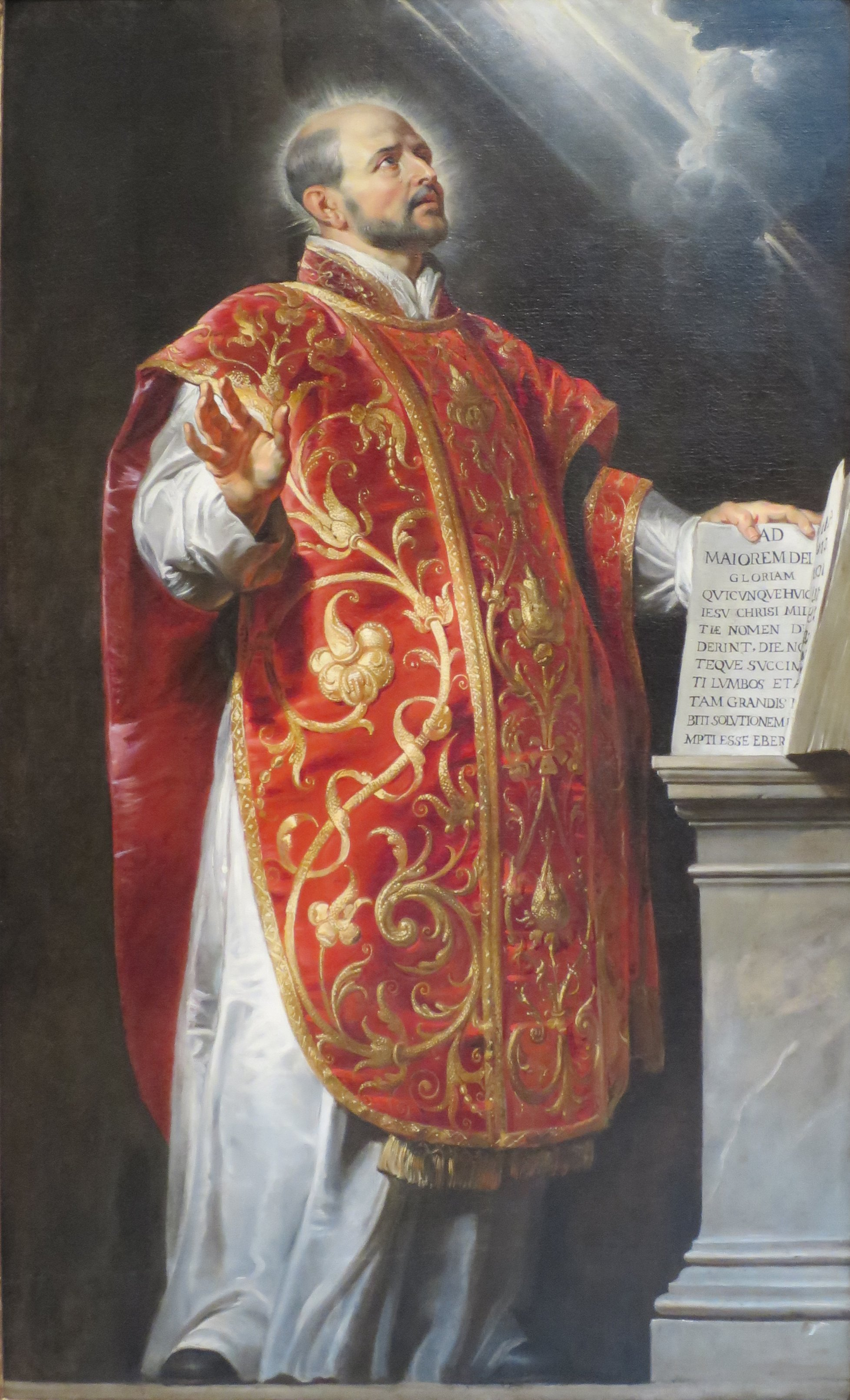
Sfântul Ignațiu de Loyola (1491-1556)

Reacția bisericii catolice și a papalității față de reforma a fost violentă, manifestată prin excomunicări, condamnări, războaie religioase. Între 1545-1563 a avut loc Conciliul Tridentin, ce a combătut problemele dogmatice și disciplinare, nereușind să asigure prezența protestanților. Conciliul de la Trento nu a acceptat ideile reformiste, confirmând dogmele anterioare. Au luat măsuri în privința reorganizării vechilor ordine monastice, ale căror abateri au fost criticate. S-a decis formarea ordinului iezuit, întemeiat de nobilul Ignațiu de Loyola și recunoscut de papa în 1540. Printr-o disciplină riguroasă, organizare cvasi-militară, prin suplețe și învățământ de calitate oferit tuturor tinerilor, indiferent de confesiune, ordinul a contribuit la reîntoarcerea unor regiuni la catolicism, având o vocație în Orient și în lumea nouă. La Trento s-au luat decizii care au marcat organizarea bisericii catolice. Capul bisericii era în continuare papa, urmașul apostolului Petru, garantul unității bisericii. Limba de cult era latina, ca măsură împotriva introducerii limbilor vernaculare în cultul religios de către protestanți. Versiunea oficială a bibliei era în continuare Vulgata, nefiind autorizată traducerea bibliei în limbi vulgare și interpretarea laică. Mântuirea era realizată prin credință și prin fapte pioase, cu mijlocirea bisericii, singura care avea autoritatea de a interpreta textul sacru, prin intermediul sfinților. Cele șapte taine și celibatul preoților sunt menținute.
Au fost luate măsuri împotriva abuzurilor atacate de reformatori: simonia, nepotismul, cumulul de funcții ecleziastice, nerezidența prelaților în eparhia lor, excesele fiscalității pontificale. Este reorganizat învățământul bisericesc, fiind ridicat nivelul cultural al clerului catolic, care putea să combată cu argumente teologice și intelectuale ideile reformatorilor. Un rol major l-au avut seminariile pentru formarea preoților, precum și colegiile iezuite ce asigurau un învățământ de calitate destinat clericilor și laicilor. A fost stabilită obligația preotului de a predică o dată pe săptămână în limba vorbită, pentru a spori influență învățământului bisericesc asupra credincioșilor. Arhitectura bisericilor se modifică, punând în evidență amvonul de unde vorbea preotul comunității credincioșilor, plasat în centrul bisericii, și desigur, prin ornamentație deosebită. 
S-a stabilit Indexul cărților interzise, pentru a lupta împotriva răspândirii ideilor reformei. În anul 1622 a fost înființat Colegiul Urban Pontifical „De Propaganda Fide”, pentru formarea de preoți capabili să răspândească credința.
Biserica Catolică a pus accent pe interiorizarea credinței, pe dialogul cu divinitatea, prin intermediul preotului și bisericii. Creșterea nivelului intelectual al preoților și preocuparea pentru educarea populației a fost un răspuns la contestările reformate, producându-se o alfabetizare la scară largă a Europei occidentale. Prin intermediul măsurilor de reformă interioară, biserica romană și-a consolidat pozițiile rămase catolice și a recâștigat teritorii din tabăra reformei: Austria, Bavaria și Polonia. Misionarii catolici au cucerit spații din lumea extra-europeană, precum Francisc Xavier, ce este considerat apostolul Indiei, Chinei și Japoniei.

## Urmări

Masacrul din noaptea de Sfântul Bartolomeu (23/24 august 1572)

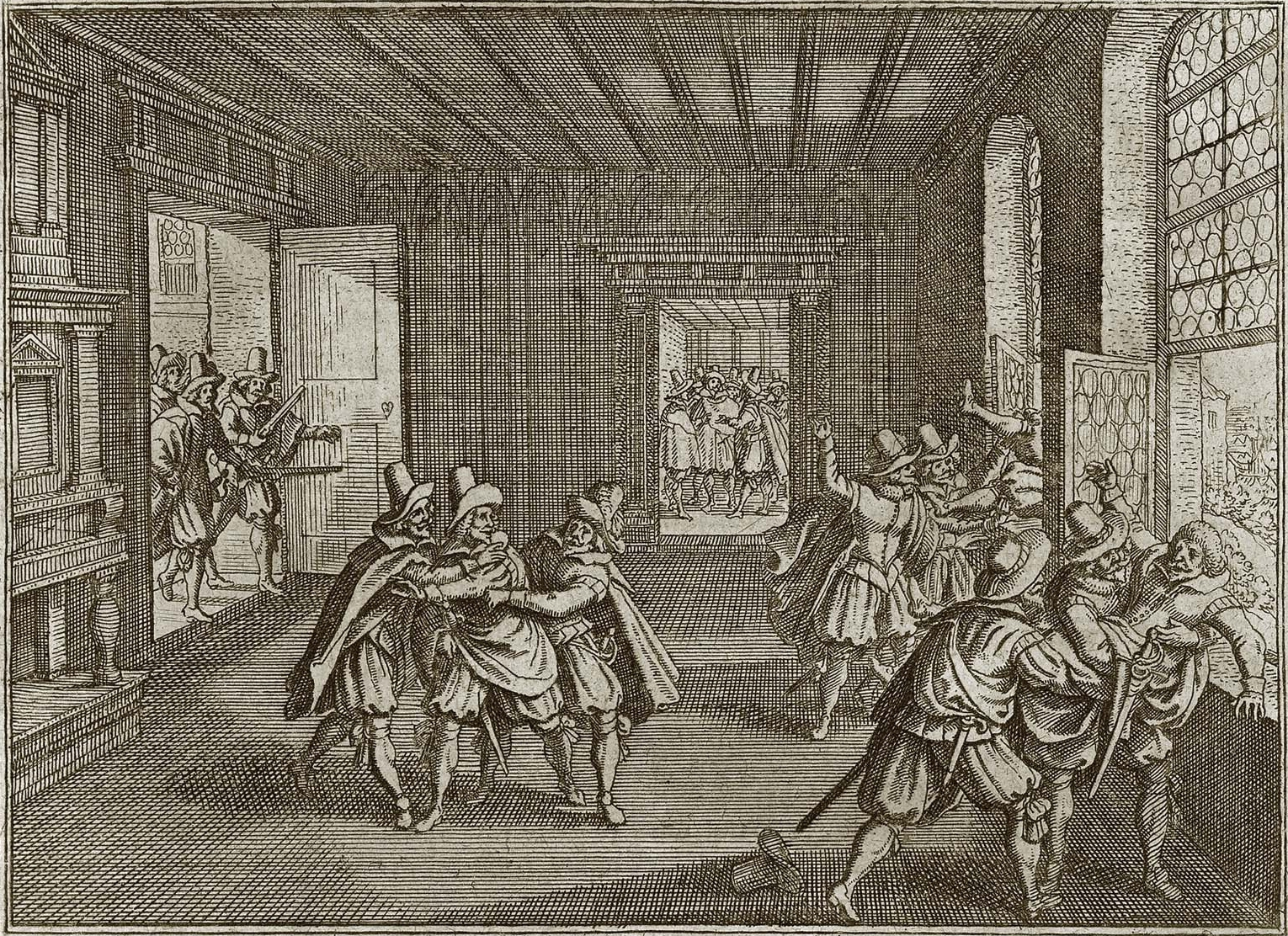
Defenestrarea de la Praga (23 mai 1618)

Unitatea religioasă a creștinătății apusene s-a rupt. Catolicismul s-a menținut în regiunile romanizate de străvechiul Imperiu Roman. În Peninsula Italică, reforma nu a avut succes din cauza apropierii geografice de Roma. În Peninsula Iberică, Reconquista purtată în numele creștinismului catolic și lupta împotriva iudaismului și islamului a fost un obstacol în față reformei. Au fost întemeiate state noi ca Suedia, ce a ieșit din uniunea de la Kalmar, și care s-a folosit de luteranism ca armă ideologică. Prusia s-a realizat prin secularizarea în 1525 de către Albert de Branderburg, fost mare maestru teuton. Provinciile Unite s-au folosit de argumentul calvinismului împotriva dominației spaniole. În Anglia, secularizările averilor bisericești au avut efecte economice, dezvoltând capitalismul. Reforma a dus la apariția unor falii religioase în interiorul unor state, ajungându-se la persecuții și discriminări durabile, precum și la războaie religioase: Războiul dintre Carol Quintul și principii protestanți din imperiu (1546-1547, 1551-1552), războaiele religioase din Franța (1562-1598), Războiul de 30 de ani (1618-1648).  În 1598 este promulgat Edictul din Nantes de către Henric al IV-lea al Franței, ce permitea toleranță religioasă între catolici și protestanți.
Reforma a însemnat triumful individualismului, confirmat prin interiorizarea pietății, raportul direct al credinciosului cu divinitatea, meditația aprofundată asupra mântuirii și modalităților prin care putea fi obținută.

## Literatură
- Andrei Oțetea, Renașterea și Reforma, Fundația Regală pentru Literatură și Artă, București, 1941;
- Kamber, Peter: Reformation als bäuerliche Revolution. Bildersturm, Klosterbesetzungen und Kampf gegen die Leibeigenschaft in Zürich zur Zeit der Reformation (1522–1525). Chronos Verlag, Zürich 2009. ISBN 978-3-0340-0808-2
- Kaufmann, Thomas: Geschichte der Reformation. Suhrkamp, Frankfurt am Main 2009. ISBN 978-3-458-71024-0
- Koch, Ernst: Das konfessionelle Zeitalter – Katholizismus, Luthertum, Calvinismus (1563–1675). Leipzig 2000, ISBN 3-374-01719-3 (Kirchengeschichte in Einzeldarstellungen, II/8)
- Küng, Hans: Das Christentum, 1994, ISBN 3-492-03747-X (Kapitel IV: Das protestantisch-evangelische Paradigma, neuartige Sicht auf die Kirchengeschichte)
- Lindberg, Carter: The European Reformations, 1996, ISBN 1-55786-575-2 (Sehr umfassende Geschichte der Reformation vom Spätmittelalter bis zur Gegenreformation, die sämtliche europäischen Länder mit reformierter Geschichte einschließt - aus amerikanischer Sicht)
- MacCulloch, Diarmaid: Die Reformation 1490–1700. München 2008. ISBN 978-3-421-05950-5 (Standardwerk, welches einen Überblick über den Reformationsprozess in Gesamteuropa bietet)
- Moeller, B.: Deutschland im Zeitalter der Reformation (Deutsche Geschichte 4), 1999, ISBN 3-525-33462-1 (die profanhistorische Reihe zeichnet sich durch einen sozialgeschichtlichen Zugang aus)
- Nieden, Marcel: Die Wittenberger Reformation als Medienereignis, in: Europäische Geschichte Online, hrsg. vom Institut für Europäische Geschichte (Mainz), 2012, Zugriff am: 2. Januar 2012.
- Roll, Christine (Hrsg.): Recht und Reich im Zeitalter der Reformation. Festschrift für Horst Rabe. Frankfurt am Main u.a. 1996, ISBN 3-631-47923-9
- Schnabel-Schüle, Helga: Die Reformation 1495–1555. Ditzingen 2006, ISBN 3-15-017048-6
- Sierszyn, Armin: 2000 Jahre Kirchengeschichte, Reformation und Gegenreformation (Bd. 3), 2000, ISBN 3-7751-3247-3. (umfassende Darstellung, viele Quellenangaben, aus landeskirchlich-evangelikaler Sicht)
- Stickelberger, Rudolf: Kirchengeschichte für Jedermann, 1969 (Kirchengeschichte mit Schwerpunkt Reformation, etwas Schweiz-lastig, aus reformierter Sicht)
- Völker-Rasor, Anette (Hrsg.): Oldenbourg Geschichte Lehrbuch. Frühe Neuzeit, München 2000, ISBN 3-486-56426-9
- Zweig, Stefan: Ein Gewissen gegen die Gewalt: Castellio gegen Calvin, 1936 (Roman)
- Die Reformation. Glaube und Gesellschaft im Übergang zur Neuzeit (= Heft 3/2011 der Zeitschrift „Geschichte betrifft uns. Aktuelle Unterrichtsmaterialien“)